# Municipio de Salem (condado de Greenwood)
El municipio de Salem (en inglés: Salem Township) es un municipio ubicado en el condado de Greenwood en el estado estadounidense de Kansas. En el año 2010 tenía una población de 33 habitantes y una densidad poblacional de 0,14 personas por km².

## Geografía
El municipio de Salem se encuentra ubicado en las coordenadas 37°59′56″N 96°25′6″O / 37.99889, -96.41833. Según la Oficina del Censo de los Estados Unidos, el municipio tiene una superficie total de 234.99 km², de la cual 233,57 km² corresponden a tierra firme y (0,61 %) 1,42 km² es agua.

## Demografía
Según el censo de 2010, había 33 personas residiendo en el municipio de Salem. La densidad de población era de 0,14 hab./km². De los 33 habitantes, el municipio de Salem estaba compuesto por el 96,97 % blancos y el 3,03 % eran de una mezcla de razas. Del total de la población el 3,03 % eran hispanos o latinos de cualquier raza.